# B1级

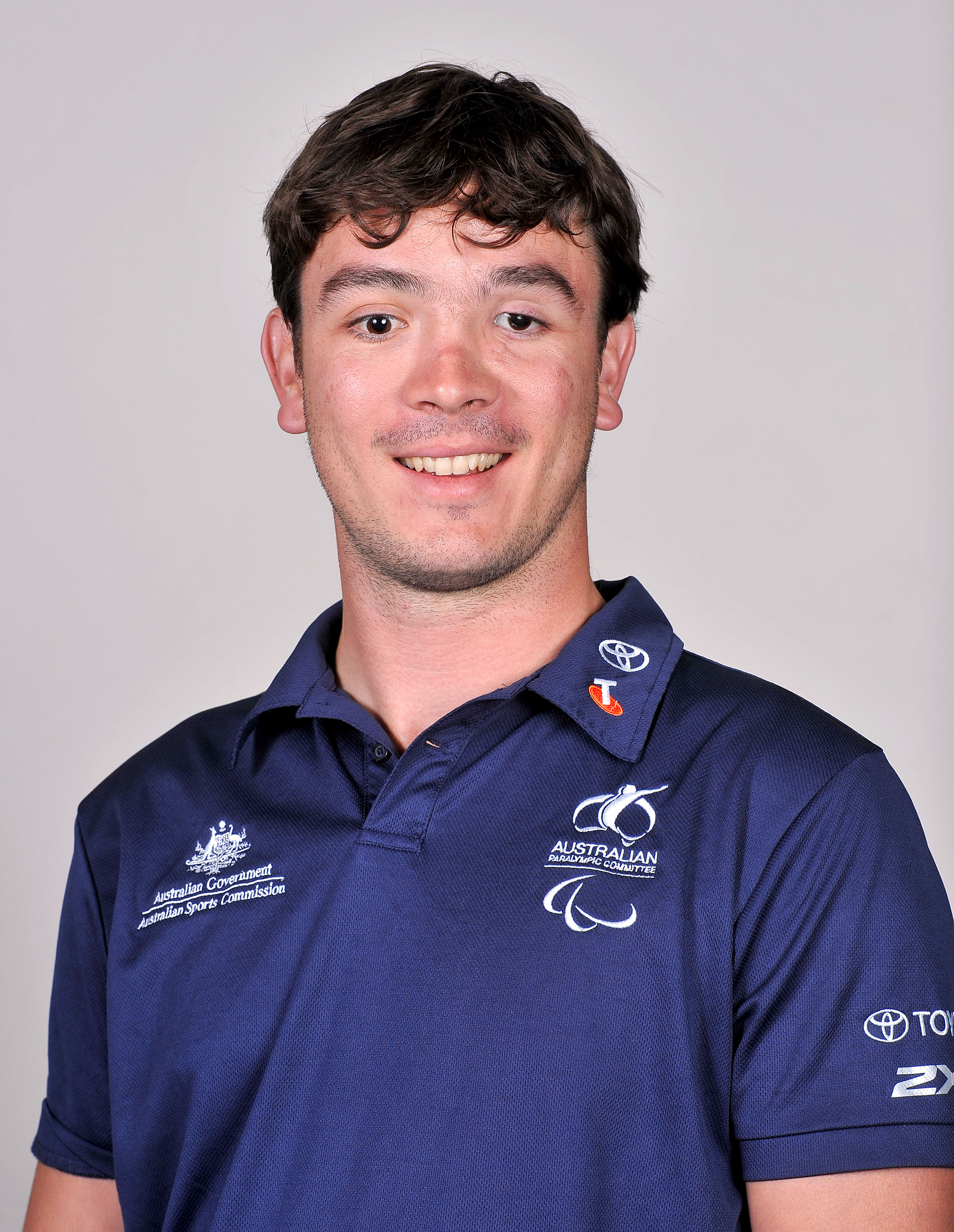
澳洲的双人自行车選手布赖斯·林多尔斯是B1級的運動員

B1級是以醫學為基礎，針對視覺障礙運動員的殘疾人體育賽事醫學分級。此分類下的運動員其視力完全喪失（或幾乎完全喪失）。此分類用在許多盲人運動中，例如盲人網球、帕運高山滑雪、帕運北歐滑雪、盲人板球、盲人高爾夫球、室內五人制足球、盲人门球及盲人柔道。其他的運動（例如展能賽艇、田径及競技游泳）也有相近的分類。
B1級最早是由國際盲人體育聯合會（IBSA）在1970年代提出，後來國際帕拉林匹克委員會雖努力將其轉向更功能性，且以實證為基礎的分類系統，但此系統大致維持不變。國際級運動員的分類是由國際盲人體育聯合會負責，不過有時會由各國的運動協會負責。田徑以及單車的運動則是例外，其分類是由各運動的管理機構負責。
比賽者所用的裝備會隨運動項目而異，會包括引導員、導向桿（guide rail）、beeping ball及拍手棒。為了符合此一分級的運動員，使其可以在特定運動上比褰，在裝備及規則上可能會有些修改。有些運動不允許引導員，而單車和滑雪要求要有引導員。

## 定義
B1級是針對盲人的殘疾人體育賽事分級。國際盲人體育聯合會（IBSA）對此分級的定義是其視力低於LogMAR 2.60。加拿大帕拉林匹克委員會對此分類的定義是「沒有功能性的視力」。此分類是源自其他的運動，像盲人高爾夫定義B1級為「雙眼無法感知到光，最多到有光的感知，但在任何方向及任意距離下都無法用視覺識別手的形狀。」。
在其他運動中也有類似的分類，像在展能賽艇中是LTA-B1級，在殘疾人馬術中的第3級類似B1级。殘疾人馬術中的分類和IBSA的不同，BBC體育定義第3級是「第3級包括腦性麻痺、Les Autres、截肢者、脊髓損傷，以及全盲但平衡感、腿部行動及協調都良好的運動員。」。游泳中對應B1級的是S11級、在田徑上對應的等級則是T11級。